# Porgy and Bess (film 1959)
Porgy and Bess è un film del 1959 diretto da Otto Preminger.
Il film è la versione cinematografica della omonima celebre opera jazz di George Gershwin ed è ambientato nella fittizia Catfish Row nella città di Charleston, Carolina del Sud, negli anni trenta.
Prodotto da Samuel Goldwyn e Rouben Mamoulian, che avendo allestito la produzione originale nel 1935 a Broadway, fu proposto come regista, ma a causa di disaccordi che riguardavano le location e altro, fu licenziato.
Otto Preminger prese il posto di Mamoulian, sebbene parte del lavoro di Mamoulian si può vedere e sentire in Good Morning, Sistuh numero cantato all'inizio della scena finale.
Il film fu un insuccesso sia commerciale sia di critica. Fu trasmesso dalla televisione americana solo una volta, nella notte del 5 marzo 1967, dalla ABC-TV.
André Previn curò la colonna sonora, vincendo un Oscar e un Grammy, ma nonostante questo, Ira Gershwin e il patrimonio Gershwin furono scontenti del film, e revocarono i diritti da esso nel 1970. Come risultato, il film non venne mai distribuito né in video né in DVD, e poche proiezioni pubbliche sono state permesse. C'è da credere che il negativo originale è in condizioni pessime e che avrebbe necessità di restauro.
Dorothy Dandridge era anche una cantante, ma nonostante questo, lei e Sidney Poitier furono doppiati nelle canzoni, come era avvenuto nel film Carmen Jones. Robert McFerrin cantò per Poitier e Adele Addison per la Dandridge.
Il film tagliò molta della musica, cambiando i recitativi del musical in dialoghi, rispetto allo show del 1942 a Broadway.
Nel 2011 è stato scelto per essere conservato nel National Film Registry della Biblioteca del Congresso degli Stati Uniti.

## Riconoscimenti
- 1960 - Premio Oscar
  - Migliore colonna sonora (film musicale)
- 1960 - Golden Globe
  - Miglior film musicale
- 1960 - Grammy Award
  - Miglior colonna sonora